# El-Ajn
El-Ajn (arabul:  العين, ; angolul: Al Ain) város az Egyesült Arab Emírségek keleti részén, Abu-Dzabitól kb. 160 km-re, az ománi határ mellett. Lakossága 630 ezer fő volt 2013-ban.
El-Ajn az UNESCO kulturális világörökségének része.
A hét oázis köré épült, zöldellő növényeiről nevezetes település rendkívül gyors ütemben fejlődik (hasonlóan az Emirátusok más városaihoz). 

## Népessége
| 2012 | 631 005 |
| 2017 | 766 936 |

## Látnivalók
- Nemzeti Múzeum
- Palota-Múzeum
- Hili Archaeológiai Park. Bronzkori lelőhelyén ősi sírdombokat és kör alakba rendezett, óriási kőoszlopokat rekonstruáltak. A kőoszlopok Stonehenge-re emlékeztetnek, bár csupán egy áll közülük.
- Az állatkert
- „Hili Fun City“ szórakoztató park

A város mellett található az ország legmagasabb hegye és az ország egyetlen tevepiaca.

## Fordítás
Ez a szócikk részben vagy egészben  az   Al Ain című német Wikipédia-szócikk fordításán alapul.  Az eredeti cikk szerkesztőit annak laptörténete sorolja fel. Ez a jelzés csupán a megfogalmazás eredetét és a szerzői jogokat jelzi, nem szolgál a cikkben szereplő információk forrásmegjelöléseként.